# Ruwenzori
0°23′09″N 29°52′18″Ø / 0.38583°N 29.87167°Ø
Ruwenzori-bjergene, Rwenzori  eller Månebjergene, som de også kaldes er en bjergkæde, der ligger i grænseområdet mellem Uganda og Congo i Centralafrika. Det højeste punkt hedder Margherita Peak (5.119 m) og er Afrikas tredjehøjeste (efter Kilimanjaro og Mount Kenya). Under toppene findes flere mindre gletsjere trods beliggenheden tæt ved ækvator . Ca. 1.000 kvadratkilometer af området er i dag udlagt som nationalpark, men i 1990'erne har de uvejsomme bjerge været tilholdssted for bander og oprørsgrupper, der herfra opererer i både Uganda og Congo.  Rwenzori Mountains Nationalpark er også udpeget som verdensarvsområde.
Der er adgang til bjergkæde fra byen Kasese i det vestlige Uganda.

## Vegetation
Ruwenzori-bjergene, som er en af Nilens kilder, er et af de mest særprægede bjergområder i verden. De lavere dele af Ruwenzori er bevokset med tæt tropisk regnskov, der gennemstrømmes af rivende floder. Der er fantastisk frodigt overalt, hvilket først og fremmest skyldes en meget rigelig nedbør. Efterhånden som man kommer højere op i Ruwenzori tynder bevoksningen lidt ud og bliver anderledes. Først går man gennem skove af kæmpelyng med mærkelige, forkrøblede træer, der er overgroet med nedhængende laver og mospuder. I nærheden af snegrænsen er der skove og sumpe med kæmpe-brandbæger og kæmpe-lobelie. 

## Historie
Eksistensen af disse mærkelige bjerge kan man spore i overleveringer helt tilbage til vores tidsregnings begyndelse. Allerede gennem de gamle egypteres handelsforbindelser spredtes rygtet om, at Nilen udsprang ved foden af et vældigt, sneklædt massiv dybt inde i Afrika. Men dengang var det umuligt at få eksakte oplysninger, så månebjergene kom for de fleste til at høre hjemme i fablernes verden. 
Da Ptolemæus tegnede sit berømte verdenskort i det 2. århundrede efter kristi fødsel anbragte han et kolossalt bjerg midt i Afrika og beskrev det som "Månebjerget, der med sin sne føder Nilens kildesøer". Beskrivelsen og placeringen er set med datidens geografiske viden forbløffende rigtig, og selv om Ruwenzori er indtegnet på nyere kort op gennem historien angiver ingen af dem deres position så nøjagtigt som det, Ptolemæus lavede. Som århundrederne gik, betragtedes Månebjergene som noget mere eller mindre uvirkeligt, og det er jo heller ikke så mærkeligt at forstå, at mange stillede sig skeptiske over for tanken om sneklædte bjerge helt nede ved ækvator. 
Selv da opdagelsesrejserne i Afrika satte ind, forblev Ruwenzori i lang tid et mysterium. I 1864 trængte Baker langs Nilen ind til Lake Albert, og i 1876 nåede Stanley fra øst frem til Lake Edward – men ingen af dem opdagede, at der mellem disse 2 søer hævede sig en over 5.000 meter høj bjergkæde på 150 kilometers længde og 50 kilometers bredde. Forklaringen er, at Ruwenzori så godt som altid er skjult i tåge. På de lokale indfødtes sprog betyder Ruwenzori faktisk "tågekongen" eller "regnskaberen". 
Først i 1888, da Stanley for anden gang var ved Lake Albert, blev de opdaget, og det skete ved et rent tilfælde. Da Stanley efter en måneds ophold brød op fra vestbredden af Albert-søen, blev han af en af de indfødte gjort opmærksom på et ejendommeligt fænomen ude i horisonten – "et bjerg af salt", som afrikaneren kaldte det. De gådefulde månebjerge var hermed opdaget af mennesker udenfor Afrika.